# Ран (фільм, 2014)
«Ран» (фр. Run) — івуарійський драматичний фільм, знятий Філіппом Лакотом. Світова прем'єра стрічки відбулась 17 травня 2014 року в секції «Особливий погляд»  Каннського кінофестивалю. Фільм був висунутий Кот-д'Івуаром на премію «Оскар-2016» у номінації «найкращий фільм іноземною мовою».

## У ролях
- Абдул Карім Конате — Ран
- Ісаак де Банколе — Асса
- Джінда Кейн — Клер